# Ergänzende Musterzulassung
Ergänzende Musterzulassung (englisch Supplemental Type Certificate, STC) gem. EASA Part 21, Sektion A, Subpart E der Verordnung (EG) Nr. 1702/2003 ist eine, durch eine Luftfahrtbehörde genehmigte, Änderung der Musterzulassung eines Flugzeugs, eines Triebwerks oder eines Propellers.
Diese Änderungen können einzelne Flugzeuge, Triebwerke und Propeller oder ganze Baureihen betreffen.

## In Europa
Im europäischen Raum ist die Europäische Agentur für Flugsicherheit zuständig für die Prüfung und Vergabe von ergänzenden Musterzulassungen. Voraussetzung für einen solchen Antrag und die Ausstellung eines STC ist die Zertifizierung zu einem zugelassenen Entwicklungsbetrieb gem. EASA Subpart 21 J. Dabei muss der Antragsteller nicht zwingend der Inhaber der ursprünglichen Musterzulassung sein. Da eine ergänzende Musterzulassung (STC) von jedem Entwicklungsbetrieb erwirkt werden kann, muss der Antragsteller bei diesen zudem einen Nachweis erbringen, dass von Seiten des Inhabers der Musterzulassung keine technischen Einwände gegen die beantragte Änderung bestehen. Darüber hinaus muss der Antragsteller eines STC das Vorhandensein einer Absprache mit dem Inhaber der Musterzulassung nachweisen können, die beinhaltet, dass beide bei der Aufrechterhaltung der Lufttüchtigkeit des geänderten Produkts zusammenarbeiten.
Bei einer Änderung kann es sich um kleinere (minor) Veränderungen handeln, die zum Teil durch den Betrieb selber zugelassen werden können, oder um größere (major) die eine Abnahme durch die EASA benötigen.